# Holtreman

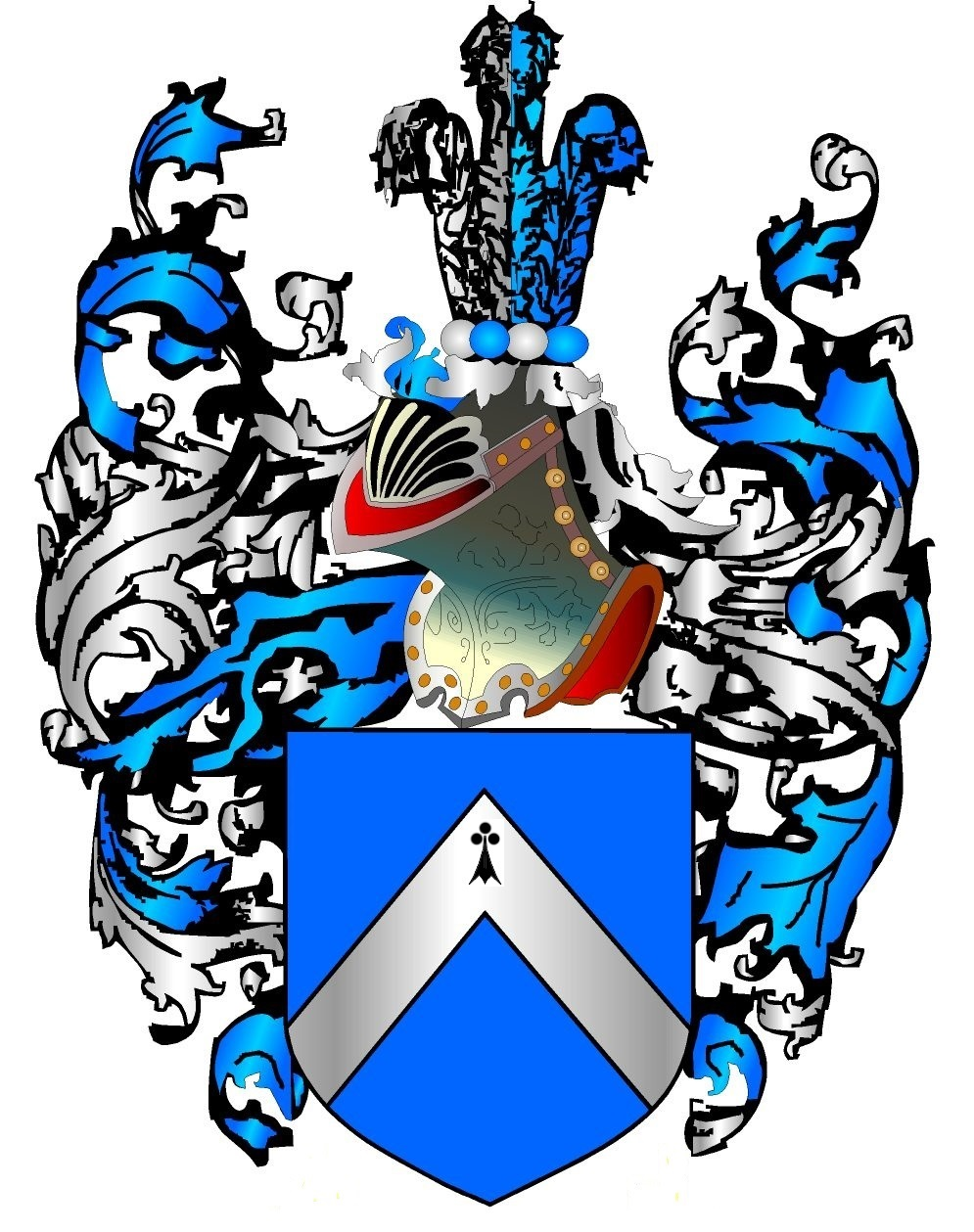
Ho(u)ltreman/Oultreman: "d'azur au chevron d'hermine" in: Pitpan de Montauban. Manuscrits.

Brazão de Ostende: derivado do brazão de Woutreman I Van Ghent governador de Ostende

Holtreman é a grafia adoptada em Portugal por um ramo de uma família originária de Gand, os Oultreman (também escrito Houltreman, Outreman ou Woutreman em Flamengo). O nome chegou a Portugal na pessoa do escudeiro Jean Houltreman (ou d'Oultreman) - proveniente da zona de Valenciennes (actualmente em França e antigamente nos países baixos espanhóis) - que esteve ao serviço do Conde de Vila Real no reinado de Filipe III de Portugal. Jean Houltreman, estabeleceu-se e casou com Ana Antónia Nunes filha de Manuel Nunes e Ana Nunes proprietários da região de Anadia.
Após a Restauração da Independência, a descendência desta família parece ter adoptado o nome materno de Nunes e estabeleceu-se nas suas terras na actual freguesia de Pousaflores. O nome Holtreman voltou a ser recuperado já no sec. XVIII por Bartolomeu Nunes Holtreman, cavaleiro da Ordem de Cristo e pelo seu primo - e afilhado - Manuel Ribeiro Holtreman, cavaleiro da Ordem de Santiago. A descendência de ambos adoptou o grafismo de Holtreman, hoje utilizado em Portugal.
Jean Houltreman (ou d'Oultreman) era descendente de uma antiga linhagem de um ramo cadete dos Viscondes de Gand que se estabeleceu em várias regiões dos antigos Condados da Flandres e Hainaut. A linhagem foi fundada por Woutre Van Ghent, que como governador do porto de Oostende adaptou o sufixo "Waterman de Gand" em 1229 passando a intitular-se de Woutreman I Van Ghent  (ou Waterman I de Gand em francês). Woutreman Van Ghent (1214-1261), era o filho mais novo de Zeger II, Visconde de Gand, que por sua vez era neto de Guilherme d’Ypres (filho legitimado de Filipe d’Ypres e neto de Roberto I da Flandres, Conde da Flandres) e de Stephanie de Viena (Borgonha).
A família teve nobreza reconhecida, entre outros, por por Carlos V do Sacro Império Romano-Germânico e Filipe IV de Espanha (Filipe III de Portugal) e por José I de Portugal e Carlos I de Portugal . Em ambos os condados, falava-se o francês e o flamengo, por essa razão, o nome sofreu variações em função da região da qual os membros desta família eram originários ou na qual viviam. Não obstante, as variações mais comuns ao longo dos tempos foram Oultreman (ou Houltreman). A familia era reconhecidamente católica pelo que a sua posição nos países baixos foi fortemente influenciada pelos conflitos entre protestantes e católicos naquela parte da Europa, nomeadamente ao nível de perdas territoriais com a guerra dos trinta anos.

## Oultreman (ou Houltreman)

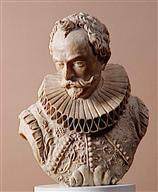
Henri d'Oultreman

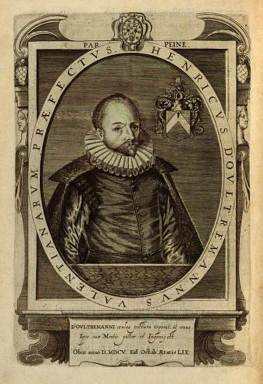
Henri d'Oultreman

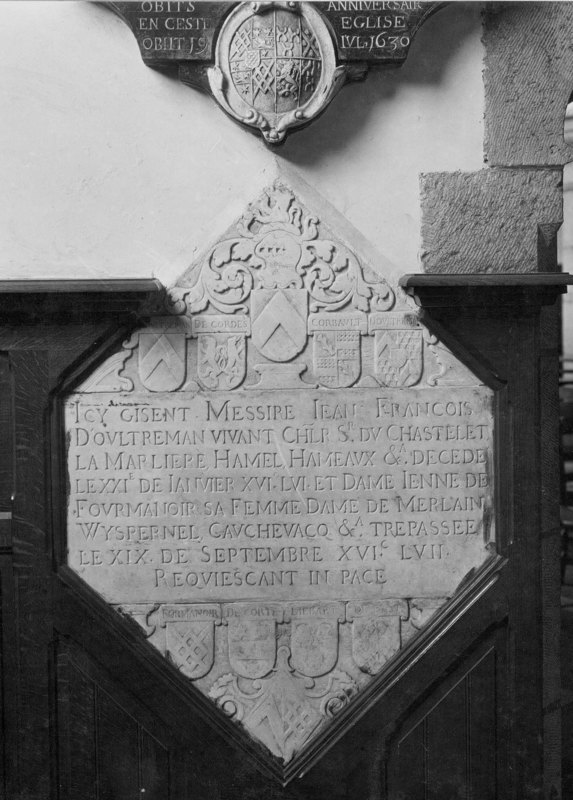
Jean François D'OULTREMAN

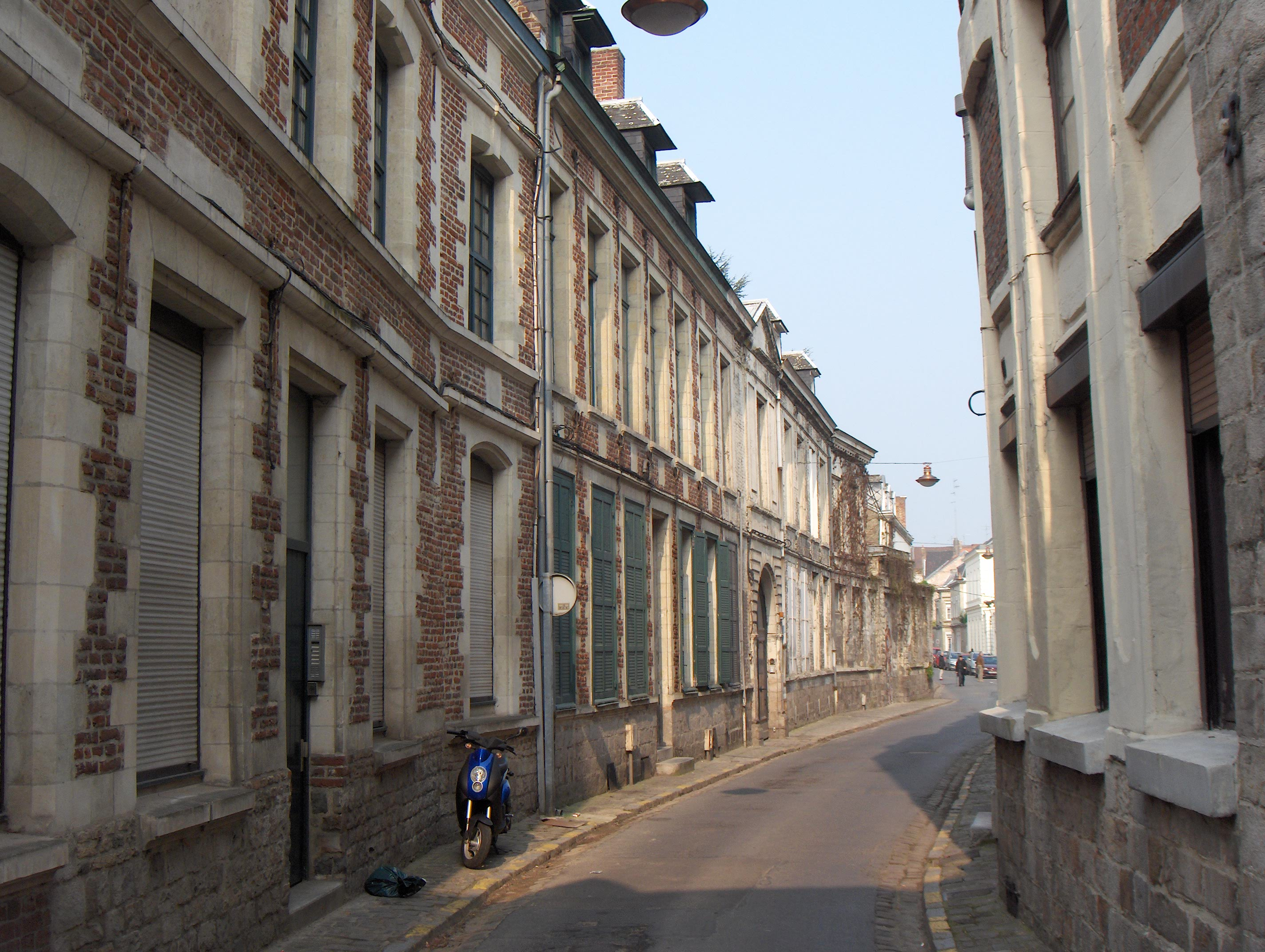
Rua d'Oultreman em Valenciennes

O primeiro registo do nome Oultreman surge com Jean d’Oultreman cavaleiro vindo do Condado da Flandres, filho de Guilleme dit Woutreman. Jean nasceu em cerca de 1420, foi escudeiro, casou com Barbe Van der Walle e a sua linhagem fixou-se na zona de Valenciennes onde foram senhores de Rombies (actualmente Rombies-et-Marchipont), de Jollain (actualmente Jollain-Merlin), de la Marlier, du Chastelet, etc. Tiveram Nobreza reconhecida por Carlos V e Filipe IV de Espanha (Filipe III de Portugal) em 1642. Vários membros desta família ocuparam importantes cargos administrativos e eclesiásticos, notabilizando-se também como artistas e como historiadores.
Entre os descendentes desta família destacam-se: 
- Antoine d'Oultreman - Historiador da Abadia de Saint Jean
- Henri d'Oultreman – Prévôt de Valenciennes, senhor de Rombies, e autor de "Histoire de la ville et comté de Valenciennes"
- Jacques d'Outreman - Destinto Antiquário de Valenciennes
- Philippe d'Oultreman - Jesuíta e Historiador Religioso
- Marie-Maximilienne d'Holtreman (ou d'Oultreman), senhora de Chatelet e de Merlin
- Jean-François d'Oultreman - Cavaleiro de Sua Majestade Católica, Senhor de Chastelet, Hamal, etc
- Charlotte d'Oultreman de Tornielli - Marquesa de Surco, dama de honor da Rainha Isabel de Farnesio, e aia do Infante D. Fernando (depois Fernando VI de Espanha)
- Fernando Cayetano Suarez de Figueroa y Tornielli Mena Carranza d'Oultreman - Cavaleiro da Ordem de Calatrava
- Jean d'Oultreman - Cavaleiro de Jérusalem, Senhor de la Marlière et du Chastelet, prévôt de Valenciennes

## Os Holtreman em Portugal

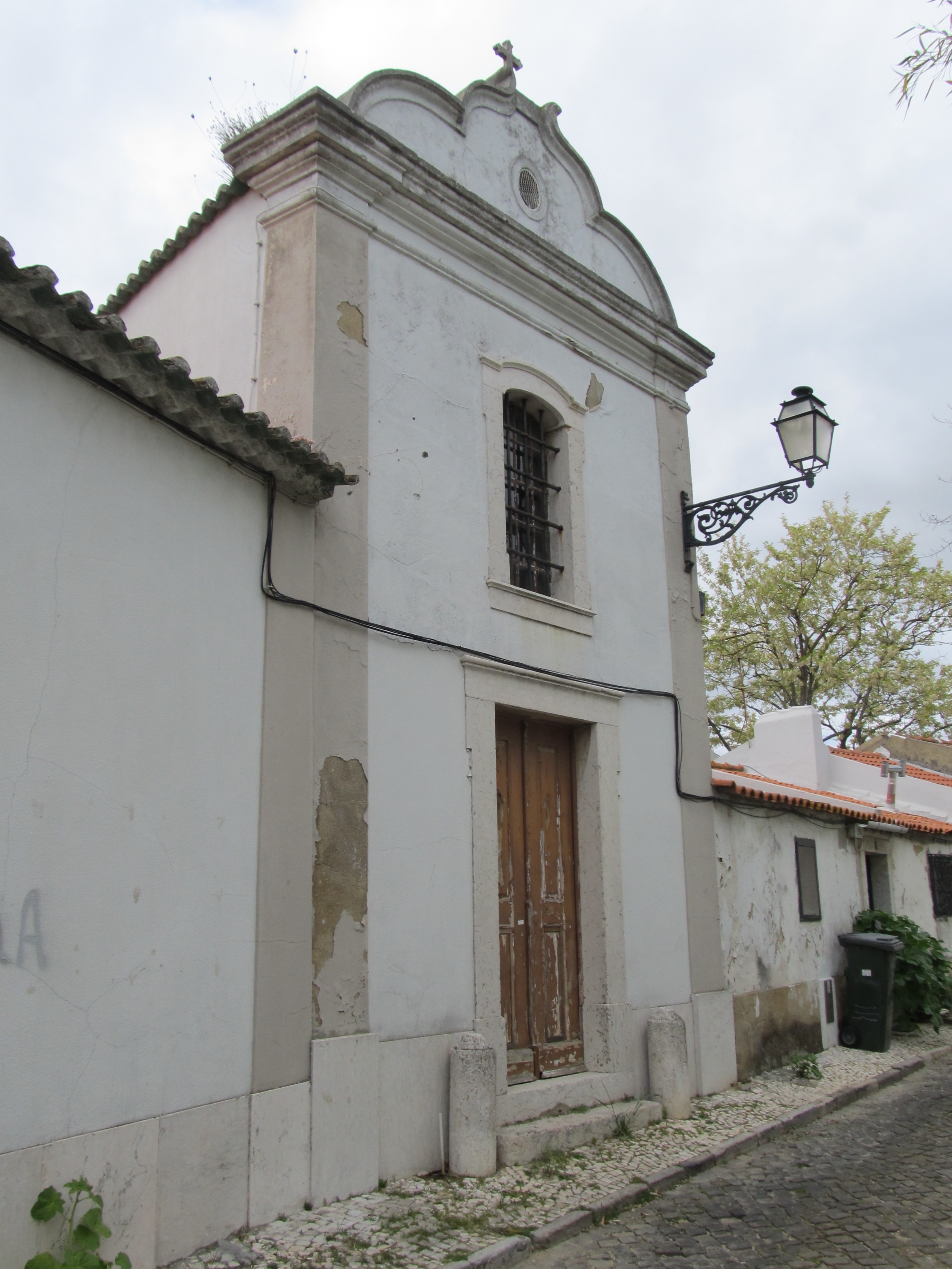
Igreja da Quinta de Sant’Ana sita na Travessa de Santo André, Ameixoeira pertencente a Bartolomeu Nunes Holtreman e a Manuel Carlos Xavier Holtreman

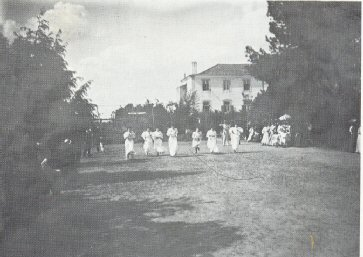
Solar Holtreman

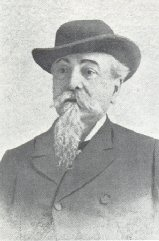
Visconde de Alvalade: Alfredo Augusto das Neves Holtreman

De um descendente de Jean d'Oultreman descendem os Holtreman portugueses: o escudeiro Jean Holtreman(t) que serviu, e acabou por se estabelecer, em Portugal era neto de Jacques d’Oultreman(t), Conselheiro de sua Majestade em Namur, e foi trisavô do Cavaleiro da Ordem de Nosso Senhor Jesus Cristo, Bartolomeu Nunes Holtreman.
Em Portugal esta família é principalmente conhecida pela sua ligação à fundação do Sporting Clube de Portugal. Não obstante, vários membros notabilizaram-se em áreas como a advocacia, a política, a economia e as artes - nomeadamente no teatro e na música.
Entre os descendentes desta família destacam-se: 
- António Maria Ribeiro da Costa Holtreman - Advogado, Secretário do Governo Civil de Santarém, Deputado por Alenquer, Liberal, Propritário da Gazeta dos Tribunais e um dos Fundadores do Partido Histórico.
- Alfredo Augusto das Neves Holtreman - Advogado em Lisboa, proprietário, empresário, 1.º Visconde de Alvalade, Fundador, Principal Benemérito, 1.º Presidente e Presidente-Honorário do Sporting Clube de Portugal
- Amândio Augusto das Neves Holtreman - Médico do Hospital de São José e da Santa Casa da Misericórdia de Lisboa
- Amândio dos Santos Holtreman - Director da Revista "Portugal Moderno" e Professor do Instituto Contabilista, Instituto Politécnico, e Tuna Comercial de Lisboa
- António Luís "Chuca" (Holtreman) Roquette Ricciardi – Primeiro-Tenente da Marinha especializado em Aviação (observador aeronáutico), gestor de sociedades e banqueiro e Patriarca pelo casamento dum dos ramos da família bancária do Espírito Santo [e] Silva
- António Maria Holtreman do Rego Botelho de Faria - 1.º Conde de Rego Botelho, líder do Partido Regenerador na ilha Terceira
- Bartolomeu Nunes Holtreman - Cavaleiro da Ordem de Cristo
- Carlos Augusto Holtreman Franco - Prémio Guilhermina Suggia em 1966, Co-Fundador do Grupo de Música Contemporânea de Lisboa
- João Lopes Holtreman - Livreiro Antiquário e Fundador da Principal Associação do Sector (APLA)
- José Alfredo Holtreman Roquette, mais conhecido por José Alvalade - fundador, principal dinamizador e 3.º Presidente do Sporting Clube de Portugal
- José Alfredo Parreira Holtreman Roquette - empresário, Presidente do Sporting Clube de Portugal e Fundador do empreendimento da Herdade do Esporão, Grã-Cruz da Ordem do Mérito
- José Carlos Xavier Holtreman - artista
- José Maria do Espírito Santo [e] Silva (Holtreman Roquette) Ricciardi - banqueiro e candidato a Presidente do Sporting Clube de Portugal
- Manuel Carlos Xavier Holtreman - actor e autor
- Manuel Ribeiro Holtreman(t) - Cavaleiro da Ordem de Santiago
- Hugo (Holtreman Roquette) Ricciardi O'Neill, actual representante da dinastia Clanaboy O'Neill - o ramo primogénito dos Reis da Irlanda